# Slutdrop

Christina Aguilera realizando o slutdrop durante o videoclipe de "Dirrty" (2002), considerado uma das origens do movimento.

O slutdrop é um movimento de dança popularizado no início da década de 2000. Sua realização consiste em agachar-se o mais rápido possível até o chão e subir imediatamente de volta na mesma velocidade. Em alguns casos, uma mão pode ser usada para se firmar e manter o equilíbrio na hora de subir de volta à posição inicial. O termo da palavra reflete a natureza sexual do movimento e o ato de deixar o corpo se soltar em direção ao chão. Publicações consideram que a origem do movimento provém de videoclipes como "Dirrty" (2002) de Christina Aguilera e "Don't Cha" (2005) das The Pussycat Dolls. Mais tarde, o movimento foi representado diversas vezes em trabalhos de artistas como Beyoncé e Britney Spears.
No início da década de 2010, o movimento voltou a receber destaque no programa televisivo Geordie Shore, exibido através da MTV, em que participantes o realizavam com frequência e explicavam o seu significado. Em 2012, Sophie Wilkinson, editora no jornal The Guardian, destacou a origem e o impacto cultural que o movimento causou ao longo dos anos, considerando que era usado como uma forma de "aproximar as mulheres". Por outro lado, Kat Stoeffel da New York Magazine discorda de Wilkinson, analisando o movimento de forma negativa e considera que pode "arruinar o feminismo", apesar de considerá-lo um bom exercício.